# シロヤマブキ
シロヤマブキ（白山吹・鶏麻、学名: Rhodotypos scandens）はバラ科シロヤマブキ属の落葉低木。庭や庭園でよく見られる。中国名は、雞麻。

## 分布と生育環境
日本では本州の福井県や中国地方など分布域が限られ、石灰岩地に稀に自生する。東アジアでは朝鮮、中国に分布する。また、観賞用に全国の植物園や庭などに植栽されている。

## 形態・生態
落葉広葉樹の低木で、高さは1 - 2メートル (m) になる。幹は株立ちし、根元の太いところは紫褐色で皮目が多く縦に連なる。若い枝はヤマブキ（学名: Kerria japonica）とは違い緑色ではなく、褐色や灰褐色で皮目がある。葉は茎に対生し、2 - 5ミリメートル (mm) の葉柄をもち、単葉。葉の形は卵形で先が尖り、基部は円形または心形、縁には鋭い重鋸歯（じゅうきょし）があり、葉脈のしわが目立つ。長さ5 - 10センチメートル (cm) 、幅2 - 5 cm。
花期は4 - 5月。径3 - 4 cmの両性花を側枝の先端に一つずつ咲かせる。花弁は4枚で白色。果実は痩果で、1花に光沢がある黒色の実を4個ずつつける。果実は翌春まで枝先に残る場合がある。
冬芽は卵形で茶褐色をした鱗芽で、6 - 12枚の芽鱗に包まれている。枝の先に仮頂芽をつけ、側芽が枝に対生する。葉痕は三角形や三日月形で、維管束痕が3個つく。葉痕の横には托葉が残ることがある。

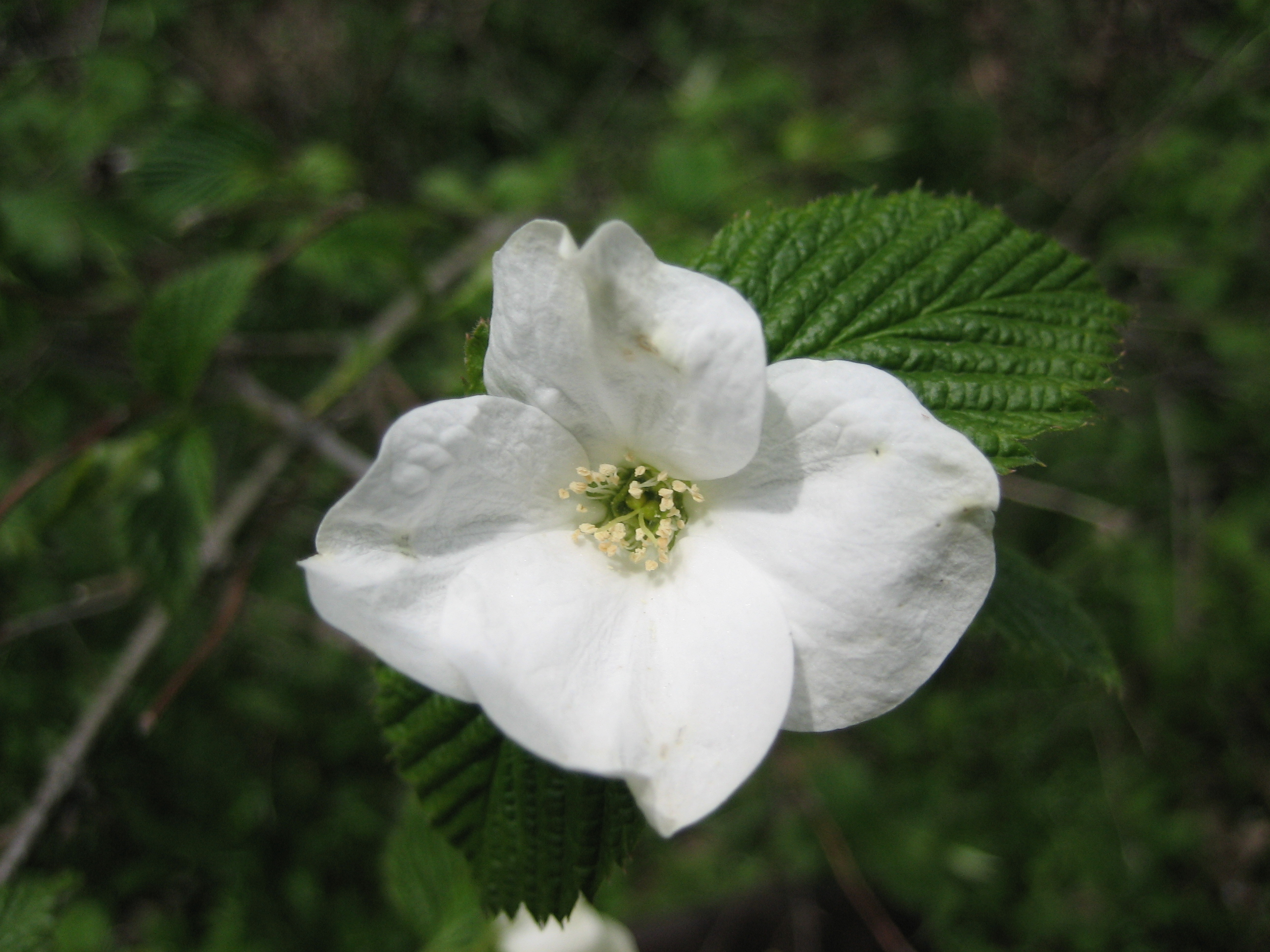
花弁は4枚
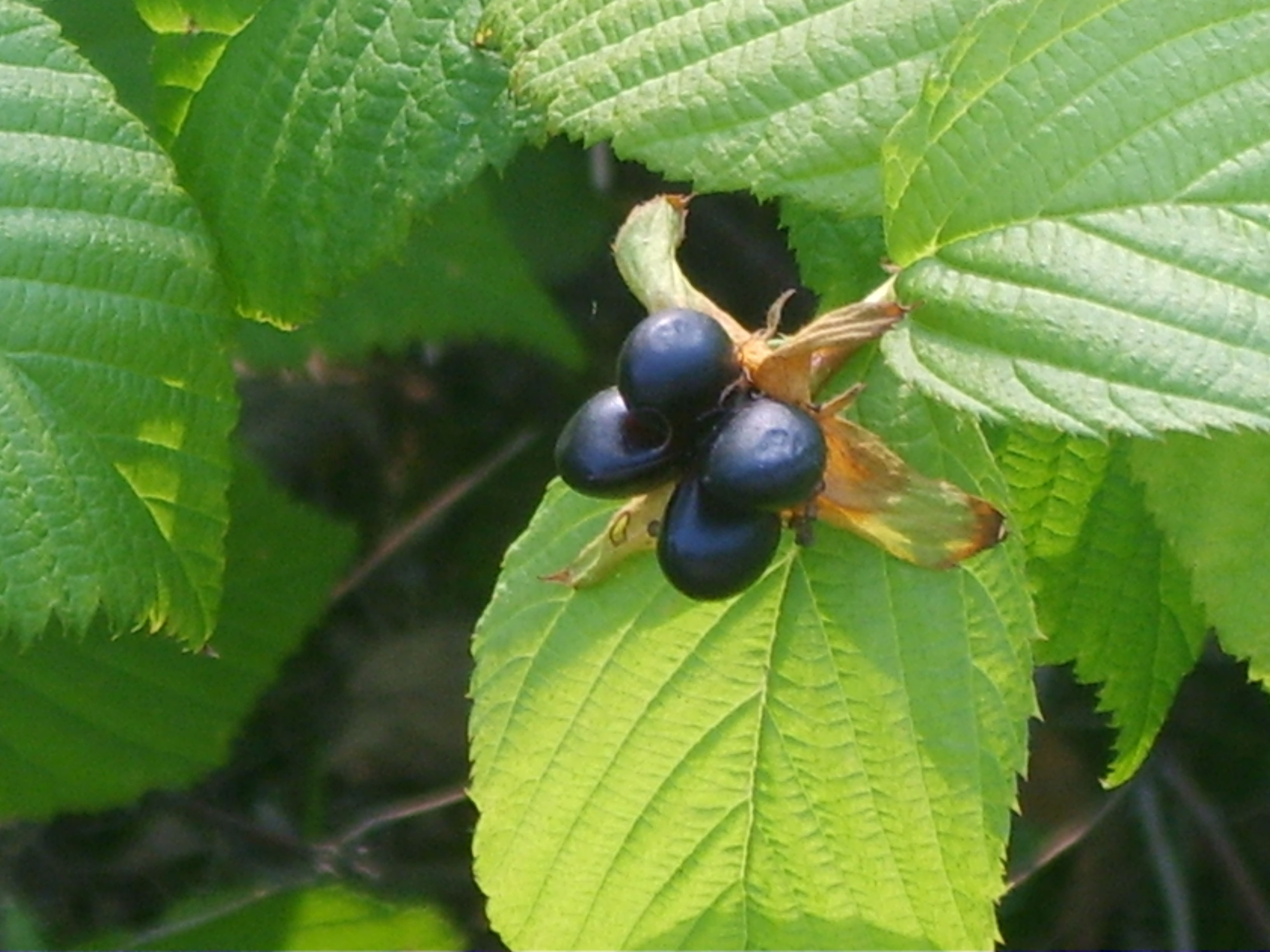
痩果が4個つく果実
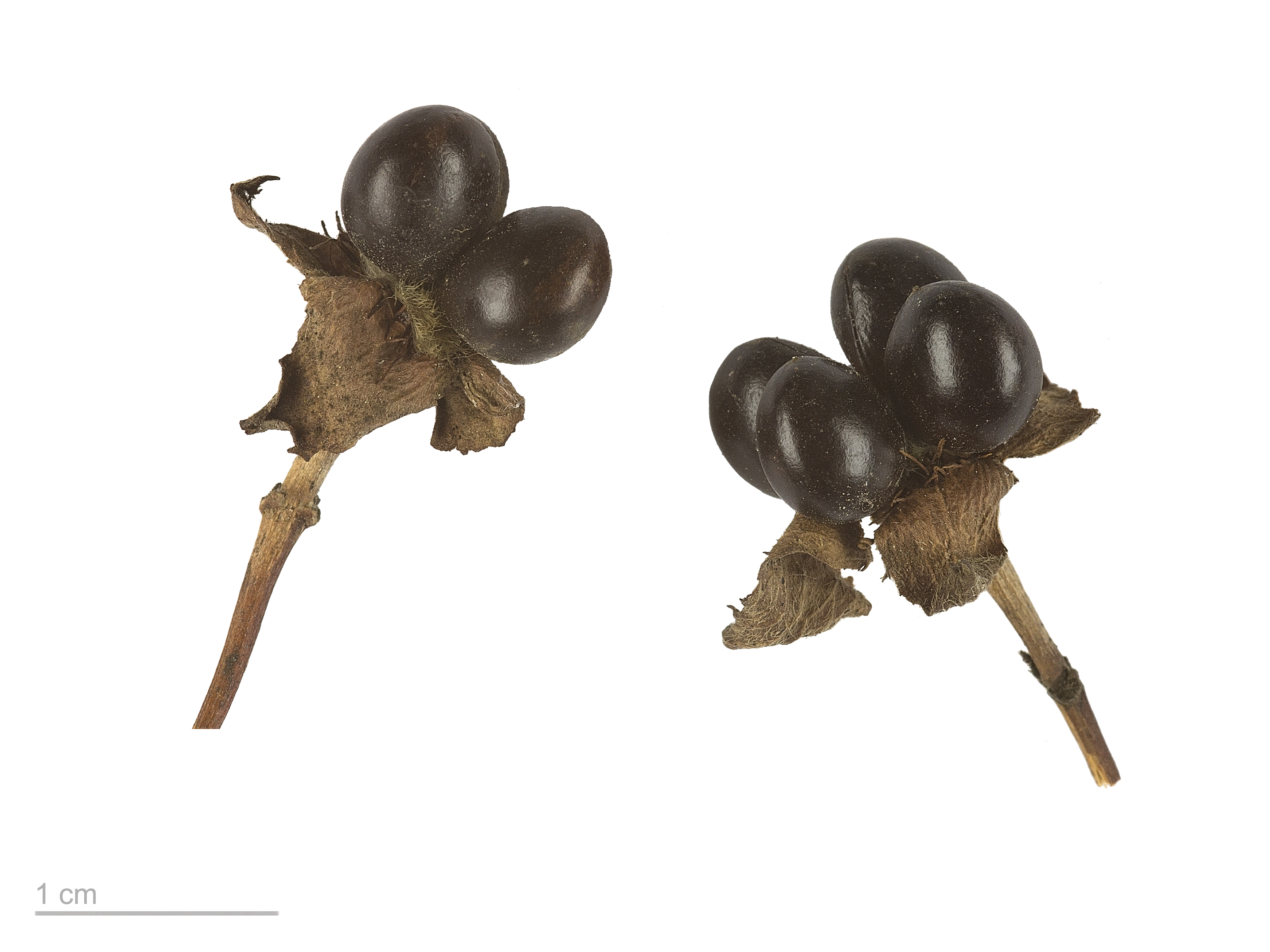
Rhodotypos scandens - Museum specimen

## Status
絶滅危惧IB類 (EN)（環境省レッドリスト）

## 似たもの
北海道、本州、四国、九州に分布するヤマブキ(Kerria japonica (L.) DC. )は、本種とは別属である。ヤマブキの花弁は5枚で、色はヤマブキ色。